# Ruggero De Ceglie
Ruggero De Ceglie è un personaggio immaginario presente nella serie televisiva italiana I soliti idioti, ideato dall'attore Francesco Mandelli. È anche il personaggio protagonista della trasposizione cinematografica della serie, I soliti idioti - Il film, e nel sequel uscito nei cinema italiani a Natale 2012 I 2 soliti idioti e anche presente nel film I soliti idioti 3 - Il ritorno (2024).

## Descrizione del personaggio
Ruggero, nato a Roma, è il padre di Gianluca De Ceglie, interpretato da Fabrizio Biggio. La sua ossessione principale è insegnare la vita al figlio trentenne, laureato, dolce, gentile e sensibile, quindi caratterialmente l'opposto del padre, uomo rude, volgare, autoritario, disonesto, meschino, irascibile ed egoista. Nel corso delle puntate si scoprono vari aneddoti biografici sulla vita di Ruggero De Ceglie: anziano che fa ampio uso del dialetto romanesco (è nato nel 1948 anche se si vanta di aver fatto la guerra, "a guera" detta da lui), dopo aver studiato nelle migliori scuole di Roma, divenne ricco vendendo panini con würstel con Dino Zoff, grazie ai quali ha creato un impero economico che gli ha permesso di acquistare una rete televisiva locale, Tele Ciancico. Si vanta di aver vinto come allenatore il mondiale di Spagna 1982.
Probabilmente il suo migliore amico è Chicco, il quale viene spesso incontrato in giro o in alcuni locali. Sofferente di emorroidi, gretto e dai metodi poco ortodossi, è solito comunicare con un turpiloquio romanesco (celebre è il suo intercalare preferito, «Dai cazzo!», rivolto al figlio). Famoso negli episodi è il suo verso di fare "gnignigni" dopo aver fumato una sigaretta, spesso sostituita da una canna da lui chiamata fiòdena (perché, a suo dire, chi non fuma canne è un "fio-de-na-mignotta"). Ruggero è un tifoso della Roma: nel film si scopre che era andato a vedere la finale di Coppa UEFA contro l'Inter insieme a Chicco.
Nel 1968 protestava contro lo stato fascista in quanto all'epoca era comunista e partecipò, con le fantomatiche "Brigate da a' Sorca", al rapimento di suo padre Giangiorgio, che era un senatore (caratterialmente identico a Gianluca, infatti anche lui ama suonare il violino ed è gentile e sensibile, mostrando come il nipote un contegno signorile). Inoltre, dal 1974 è un grande giocatore di poker, avendo avuto molte esperienze in una bisca unitamente ai suoi amici disonesti Chicco, Lello, Sergio, Ugo ed Edoardo; insieme a loro c'era anche Paul Newman.
I principali motivi di attrito fra padre e figlio sono la netta divergenza di opinioni e l'odio che Ruggero nutre verso Facebook e la fidanzata di Gianluca, Fabiana, reputata brutta (nel terzo episodio della terza stagione l'ha definita perfino "rantolo di cane morto e busta de piscio"). Ogni volta che Ruggero incontra Chicco, gli presenta suo figlio dicendo che è "un po' stronzo". Abituato a chiamare tutte le ragazze "Meravijosa", racconta sempre a suo figlio di essere stato con molte donne tra cui Brigitte Bardot, Sophia Loren e Catherine Deneuve.
Ruggero, inoltre, odia la madre di Gianluca (che, dopo un breve soggiorno in Giamaica, è andata a vivere in Australia) in quanto, a suo dire, ella sarebbe la causa dell'ingenuità del rampollo. Non stupisce, quindi, che il magnate romano si sia consolato con altre donne: con una di esse diede alla luce Romoletto (interpretato da Giordano De Plano), fratellastro di Gianluca, volgare ragazzone romanista cresciuto in Germania - a Stoccarda per la precisione - con il quale medita addirittura di squartare il povero Gianluca, senza però dare seguito all'intenzione. Inoltre nel primo film dei Soliti Idioti, quando padre e figlio arrivano alla vecchia casa di Ruggero a Roma, si scopre che ha avuto un altro figlio nel 1978 con la prostituta Marika di nome Remo, balbuziente ed anch'esso con un carattere molto più simile a quello del padre. Lo strano binomio fra padre e figlio sarà causa di numerose scenette comiche e surreali, in cui Gianluca avrà sempre la peggio.
A giudizio di Ruggero un'altra causa dell'intollerabile educazione del figlio Gianluca sta nella visione del cartone animato Il mio Minipony, basato sull'omonima serie televisiva, celebre anche per la sigla cantata da Cristina D'Avena. Nell'ultima puntata della terza stagione Gianluca, esasperato dal dispotismo paterno, tenta di ucciderlo, ma non vi riesce. I suoi tentativi, anzi, ottengono l'effetto contrario in quanto Ruggero, colto da infarto (partito dal braccio destro) all'annuncio della futura convivenza fra suo figlio e Fabiana, è costretto ad andare a convivere con loro.

## Partecipazioni ad altri eventi
Al 2012 sono state girate quattro mini-stagioni, per un totale di 22 puntate. Il personaggio di Ruggero De Ceglie (insieme a quello di suo figlio Gianluca) è stato scelto per presentare i TRL Awards 2011, che si sono svolti il 20 aprile 2011 a Firenze in piazza Santa Croce. Come al solito, ad interpretarlo è stato l'attore Francesco Mandelli (con l'amico Fabrizio Biggio nei panni di Gianluca). In questa veste, inoltre, i due sono comparsi in qualità di ospiti al Festival di Sanremo 2012.

## Aneddoti biografici
- L'Impero del würstel gli ha permesso di aprire una rete televisiva e di conoscere molti personaggi del cinema anni sessanta come Paul Newman.
- Con l'arrivo della fama la Loren e la Bardot vollero sposarlo.
- All'inizio del 1970 ha iniziato a frequentare prostitute.
- Ha conosciuto nel deserto del Nevada Marlon Brando.
- Con la vittoria del mondiale 1982, Ruggero è entrato nel mondo del calcio diventando un tifoso romanista.
- Allenava Roberto Pruzzo e Franco Tancredi nella vittoria dello scudetto del 1983. Poi, dopo circa vent'anni è tornato alla guida della squadra della capitale, vincendo lo scudetto del 2001 con un Francesco Totti sottotono e il suo pupillo/amico Paul Newman.

## Episodi
| Prima stagione (2009)         | Seconda stagione (2010) | Terza stagione (2011)     | Quarta stagione (2012)        |
| ----------------------------- | ----------------------- | ------------------------- | ----------------------------- |
| 1 - La spesa dei moderni      | 1 - La partita di poker | 1 - Er fiodena            | 1 - Al ristorante             |
| 2 - Problemi di comunicazione | 2 - A caccia            | 2 - L'urlo di Tarzanal    | 2 - Il lavoro                 |
| 3 - Prostitute                | 3 - Al museo            | 3 - A Roma                | 3 - Ruggero il rivoluzionario |
| 4 - Il prelievo               | 4 - In discoteca        | 4 - Il Fight Club         | 4 - Dal dottore               |
| 5 - Eutanasia                 | 5 - La televisione      | 5 - Sherlock Holmes       | 5 - La crisi                  |
|                               | 6 - La Tv del dolore    | 6 - Vado a vivere da solo |                               |